# 权邦彦
权邦彦（1080年—1133年），字朝美，宋朝河间府（今河北省河间市北）人。宋高宗时权参知政事。
宋徽宗崇宁四年（1105年），登太学上舍第中进士，担任从事郎、青州教授、沧州教授。历任睦亲宅宗子正，提举河东学事。召入京为太学博士，历任宣教郎、国子司业，为学官十余年。改都官郎中、直秘阁。宣和元年（1119年），迁左司员外郎。宣和二年（1120年），奉使辽国，回国后，为集英殿修撰，历知易州、相州、冀州三州。宋钦宗靖康元年（1126年），金兵南侵，康王赵构开大元帅府，权邦彦率部勤王，保卫汴京。与宗泽自澶渊进据刀马河，移屯南华。宋徽宗、宋钦宗被北俘虏，又与宗泽五次上表向赵构劝进。宋高宗建炎元年（1127年），知荆南府，改知东平府。其地一半为金兵所占，被金朝围困，权邦彦守城拒敌，死守数月，城破，力战突围至行在扬州。因为东平失守被劾贬秩。之后，改任宝文阁直学士兼知江州。建炎四年（1130年），知建康府，金军焚戮之后，城野一空，于是专力安集，百姓更生。改任江淮等路制置发运使。绍兴元年（1131年），召为兵部尚书兼侍读，绍兴二年（1132年），担任端明殿学士、签书枢密院事。献出十策以图中兴。之后兼权参知政事。执政一年，碌碌无为，没有建树。他有遗稿《瀛海残编》十卷。

## 延伸阅读
[在维基数据编辑]
 《宋史·卷396》，出自脱脱《宋史》